# Andrei Lungu
Andrei Lungu (Cluj-Napoca, 29 gennaio 1989) è un calciatore rumeno, centrocampista del Dunărea Giurgiu.